# Antic eslau
L'antic eslau, també conegut com a antic eslau eclesiàstic, antic búlgar o eslavònic, va ser la primera llengua eslava literària, basada en el dialecte eslau de la regió de Tessalònica, i emprada al segle ix pels germans romans d'Orient Ciril i Metodi, que el van utilitzar per a la traducció de la Bíblia i altres textos antics eclesiàstics grecs, i per a alguns dels seus propis escrits. Va exercir un gran paper en la història de les llengües eslaves i va servir de base i model per a l'eslau eclesiàstic, llengua litúrgica d'algunes esglésies ortodoxes o d'altres esglésies cristianes de ritu bizantí. El text més extens que es conserva en aquesta llengua es troba en el Codex Suprasliensis.